# 헬게 요르달

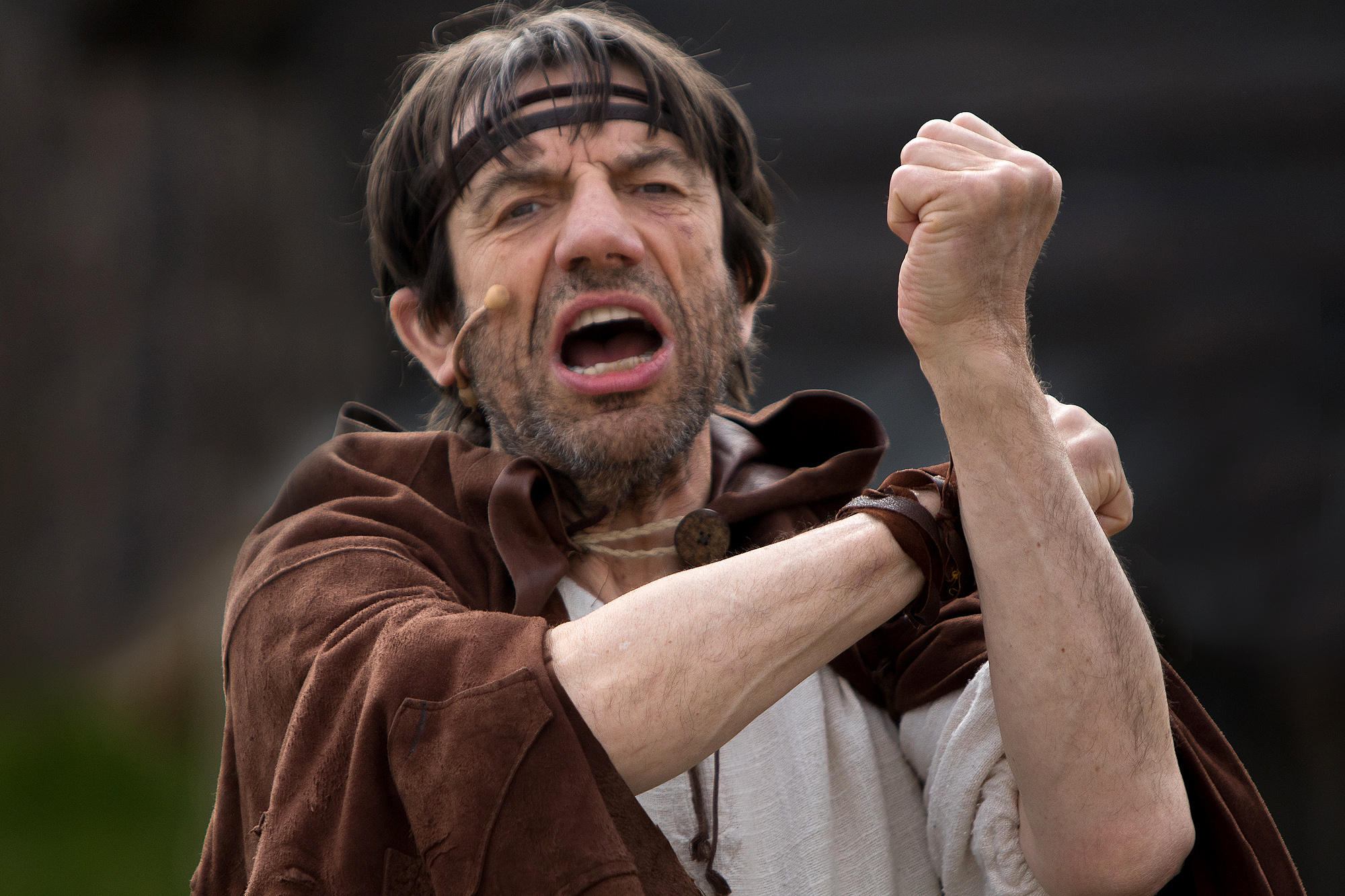

헬게 요르달(Helge Jordal, 1945년 1월 1일~)은 노르웨이의 배우이다.
베르겐에서 태어났다.

## 영화
- 발렛(2012년)
- 베가스(2009년)
- 프리다(1992년)
- 옥스(1991년)
- 베어 킹(1991년)
- 밤의 여로(1986년)